# Brian Crowley

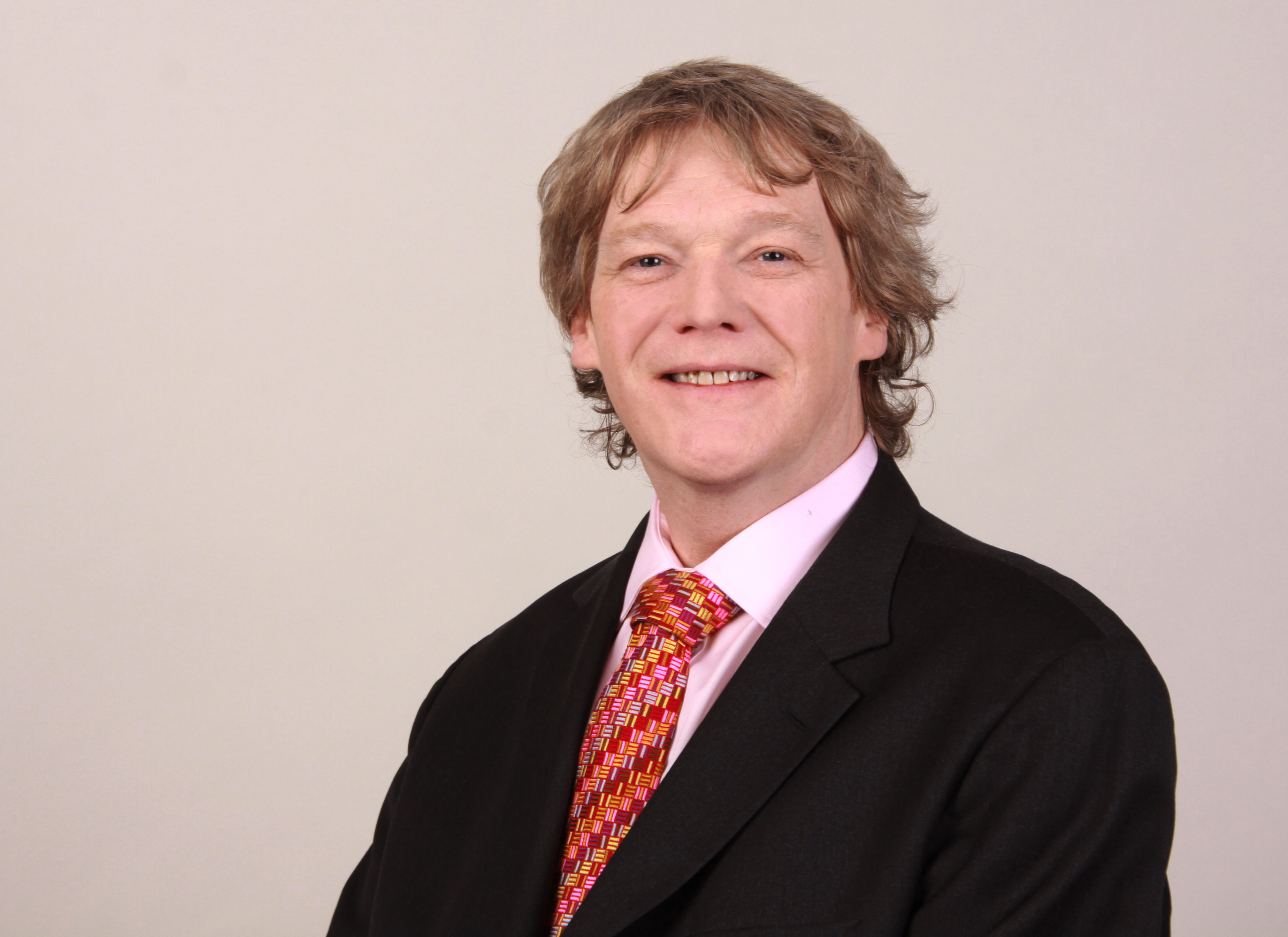
Brian Crowley (2014)

Brian Crowley (n. 4 martie 1964, Dublin, Irlanda) este un om politic irlandez, membru al Parlamentului European în perioada 1999-2004 din partea Irlandei.
1. ↑   https://www.oireachtas.ie/en/members/member/Brian-Crowley.S.1996-02-23 Lipsește sau este vid: |title= (ajutor)